# 恩帕爾梅奧爾莫斯

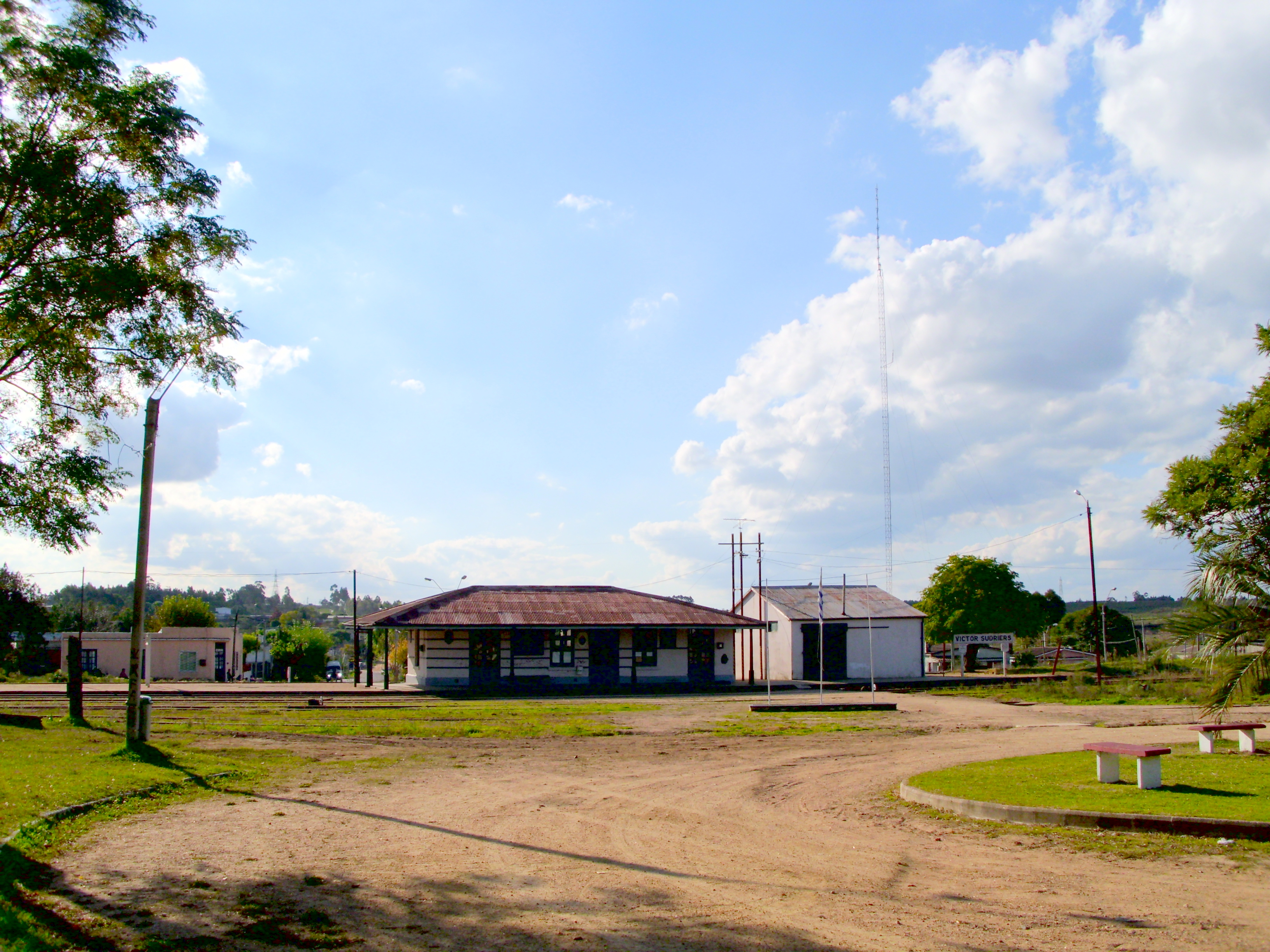

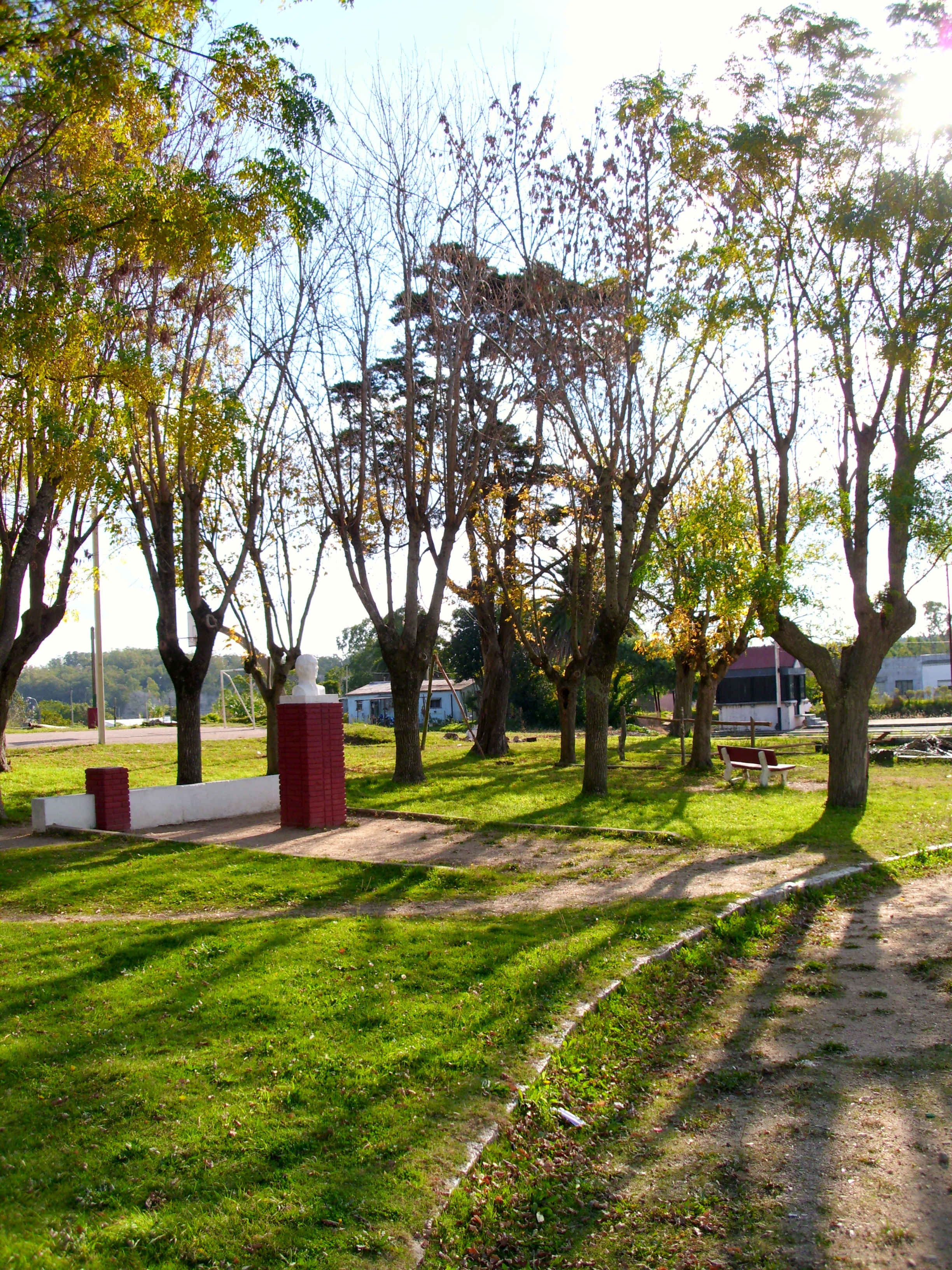

34°42′S 55°54′W / 34.700°S 55.900°W
恩帕爾梅奧爾莫斯（西班牙語：Empalme Olmos），是烏拉圭的城鎮，位於該國南部，由卡內洛內斯省負責管轄，距離潘多6公里、薩利納斯10公里，始建於1895年5月21日，海拔高度40米，2011年人口4,199。